# Albin Killat
Albin Killat (Monaco di Baviera, 1º gennaio 1961) è un tuffatore tedesco.

## Carriera
Albin Killat ha rappresentato la Germania Ovest ai Giochi olimpici di Los Angeles 1984 e di Seoul 1988. In seguito alla riunificazione tedesca ha rappresentato la Germania alle olimpiadi di Barcellona 1992.
In carriera è stato campione europeo nel trampolino 3 metri individuale per tre edizioni consecutive da Strasburgo 1987 ad Atene 1991.
Ai campionati mondiali di nuoto di Perth del 1991 ha ottenuto la medaglia di bronzo chiudendo alle spalle dello statunitense Kent Ferguson e del cinese Tan Liangde.

## Palmarès
- Mondiali di nuoto

Perth 1991: bronzo nel trampolino 3m individuale
- Europei di nuoto

Sofia 1985: argento piattaforma 10m individuale
Strasburgo 1987: oro nel trampolino 3m individuale
Bonn 1989: oro nel trampolino 3m individuale
Atene 1991: oro nel trampolino 3m individuale